# Остін Кінкейд
Меліса Медоуз (англ. Melissa Meadows (14 січня 1980 , Ешвіль, Північна Кароліна ), відома як Остін Кінкейд (англ. Austin Kincaid) — колишня американська порноакторка.

## Біографія
Народилася 14 січня 1980 року в Ешвіллі. Працювала офіціанткою і танцюристкою. Пізніше почала зніматися для чоловічих журналів.
В порноіндустрію потрапила в 2001 році, у 21 рік, на зйомках одного з серіалів вебсайту Naughty America; багато знімалася для цього порталу.
У 2013 році оголосила на своїй сторінці MySpace, що йде з порноіндустрії, щоб мати нормальну роботу в Північній Кароліні.
Знялася в 249 порнофільмах.

## Нагороди та номінації
- 2007 — AVN Awards — номінація — Краща акторка другого плану в декількох фільмах (Fade to Black 2)
- 2007 — AVN Awards — номінація — Краща акторка, фільм (To Die For)
- 2007 — AVN Awards — номінація — Краща сцена групового сексу, фільм (True Hollywood Twins)
- 2007 — AVN Awards — номінація — Краща сцена групового сексу, фільм (Fade to Black 2)[4]

## Вибрана фільмографія
- Fade to Black 2
- To Die For
- True Hollywood Twins
- Control 2
- Jack's playground 27
- Double D POV 1
- Flesh hunter 9
- American dreams
- Big tits at school 2